# Miloud Ben El Hachemi El Ayadi
 (mai 2023).
Si vous disposez d'ouvrages ou d'articles de référence ou si vous connaissez des sites web de qualité traitant du thème abordé ici, merci de compléter l'article en donnant les références utiles à sa vérifiabilité et en les liant à la section « Notes et références ».
Caïd Layadi, ou Miloud Ben El Hachemi Layadi (arabe : القايد العيادي), est le chef de file des Rhamnas. En 1909, Il est nommé caïd des R’hamnas par le sultan Moulay Abd al-Hafid.

## Biographie
Né en 1880, figure de proue de la féodalité marocaine au XIXe siècle, le caïd Layadi représentait tout un symbole. Celui d’une autorité absolue sur les tribus des R’hamnas aux portes de Marrakech, poste où il a été nommé du temps du sultan Moulay Abd al-Hafid. C’est aussi l’homme qui incarna tout à la fois, l’amitié voire la complicité avec les intérêts français avant le revirement spectaculaire vers les positions prônées par le mouvement national allant dans le sens de l’allégeance et le retour d’exil du Sultan légitime Mohammed V. Un parcours mouvementé.
De son vrai nom, Miloud Ben El Hachemi Layadi, le célèbre caïd des tribus des R’hamnas est né en 1880. Sous ce climat généralement sec et cette terre aride paradoxalement située au cœur d’une grande et riche zone agricole. À cheval entre la Chaouia, le Doukkala, le Tadla et le Tensift, au pays Rhamnas, les populations s’adonnaient essentiellement à l’élevage dans une région qui était perpétuellement érigée en zone de conflits et de soulèvements successifs. C’était aussi la terre d’asile de plusieurs opposants au pouvoir central, qu’ils se trouvent à Fès où à Marrakech. C’est ici que grandira le célèbre caïd Layadi durant les deux dernières décennies d’un XIXe siècle marocain particulièrement agité. Le Maroc vivait alors les dernières années de règne du Roi Hassan 1er (1874-1894).

### Né le jour de l’Aid Sghir
On disait du Caïd  Layadi[Qui ?], qu’il était né un jour de l’Aïd S’ghir, fête traditionnelle marquant la fin du Ramadan. C’est la raison pour laquelle, affirment certaines sources historiques, il prit également le nom de Layadi, le natif du jour de l’Aid. Toujours est-il qu’à la mort d'Hassan Ier du Maroc en 1894, Layadi était déjà un jeune homme de 14 ans qui commençait à faire parler de lui autour de Marrakech.
Il y sera progressivement connu, tant en homme d’autorité, que excellent guerrier et cavalier dont les épopées ne tarderont pas à dépasser largement et rapidement le cercle des R’hamnas, vers la Chaouia au nord et les doukkalas à l’ouest, mais surtout Marrakech et le Haouz au sud. Il était tellement connu que sa réputation ne manquera pas de faire ombrage aux plus grands dignitaires de Marrakech et à leur Pacha, Thami El Glaoui. Mieux encore, nombreux étaient ceux qui avaient vu en son ascension fulgurante, un futur successeur désigné du puissant Pacha de Marrakech.

### Un ami des Français, attaché à la monarchie légitime

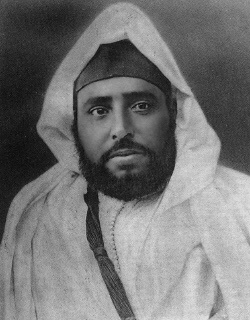
Moulay Abd al-Hafid.

Le pays des R’hamnas, était à cette époque une terre vaste où l’eau et l’agriculture étaient rares. Il était habité par des tribus constituées en général des transhumants venant de toutes les régions du Maroc, en particulier du Sahara. Parmi elles, on notera tout particulièrement des tribus qui émigraient de l’extrême sud marocain. Les Sahraouis s’y «étaient installés en plusieurs vagues dont notamment de nombreux partisans du Cheikh Sahraoui Ahmed el Hiba qui avait perdu une bataille historique à Ben Guerir contre l’armée française».
C’est le 5 janvier 1909, l’année où naquit Mohammed V, que le Caïd El Ayadi reçut son Dahir officiel de Pacha des mains du Roi Moulay Hafid. L’événement se passa juste après la destitution de son frère le sultan Abd al-Aziz du Maroc en 1908. Ce qui distinguera le plus le Caid Layadi par rapport aux autres pachas du Maroc, c’est autant son attachement indéfectible à la dynastie alaouite et surtout à la personne de Moulay Hafid, que les solides rapports tissés avec la résidence et les milieux français en général. Plus tard, beaucoup trop tard, affirment ses détracteurs, il manifesta haut et fort, la même attitude à l’égard du Roi Mohammed V. C’est ce qui l’exposera à la destitution de son poste, puis à l’exil par les autorités françaises avant de reprendre son poste avec l’avènement de l’indépendance dans le cercle des R’hamnas où il mourut le 12 décembre 1964. Il sera inhumé au Mausolée de Benguérir.

### Un symbole de la féodalité
Le poste de Caïd et de haut dignitaire des tribus des R’hamnas lui permettra d’amasser une fortune colossale et de disposer de vastes terres qui feront de lui l’un des principaux chefs de file de la féodalité marocaine. Durant plusieurs décennies, il a entretenu des rapports d’affaires fructueuses avec les milieux français. Le Maréchal Lyautey l’avait notamment décoré du Cordon de grand Chevalier et ami de la France, d’autres résidents français au Maroc vont faire de même.

### Retour dans le giron du mouvement national
Son amitié avec les autorités et les groupes de pression pro-colonialistes était connue de tous et ce depuis 1919, quelque dix années après sa nomination au Poste de Pacha par le sultan Moulay Abd al-Hafid. L’ensemble des terres dont il disposait était estimé à quelque 45 000 hectares. Propriété qu’il a dû conquérir par divers moyens. Il scella également des alliances familiales avec plusieurs tribus et familles de Marrakech et de la région des Rhamnas et du Haouz. Il ira même jusqu’à épouser une femme de la famille de Jamaï de Fès, afin de mieux renforcer ses liens avec les familles et les milieux proches du Makhzen. Quoi qu’il en soit, c’est par son adhésion aux thèses du mouvement national et aux sollicitations successives de ses amis marrakchis, le professeur Abdallah Ibrahim (futur chef du gouvernement) et Abdelkader Hassan qu’il mit fin à ses rapports avec les français et milita pour la question nationale. C’est ce qui lui permettra de terminer en beauté une carrière politique fort mouvementée.